# Égée-Méridionale
L’Égée-Méridionale (en grec : Νότιο Αιγαίο) est une des treize périphéries de Grèce, divisée elle-même en treize districts régionaux. Elle couvre les deux archipels des Cyclades et du Dodécanèse. Depuis le programme Kallikratis de 2011, cette région fait également partie du Diocèse décentralisé d'Égée.
La capitale est Ermoúpoli, située sur l'île de Syros dans les Cyclades.
L'Égée-Méridionale fait partie, avec la Crète, des deux seules périphéries grecques en croissance démographique entre les deux derniers recensements de 2011 et 2021.